# Ernst Ludwig von Pfuhl

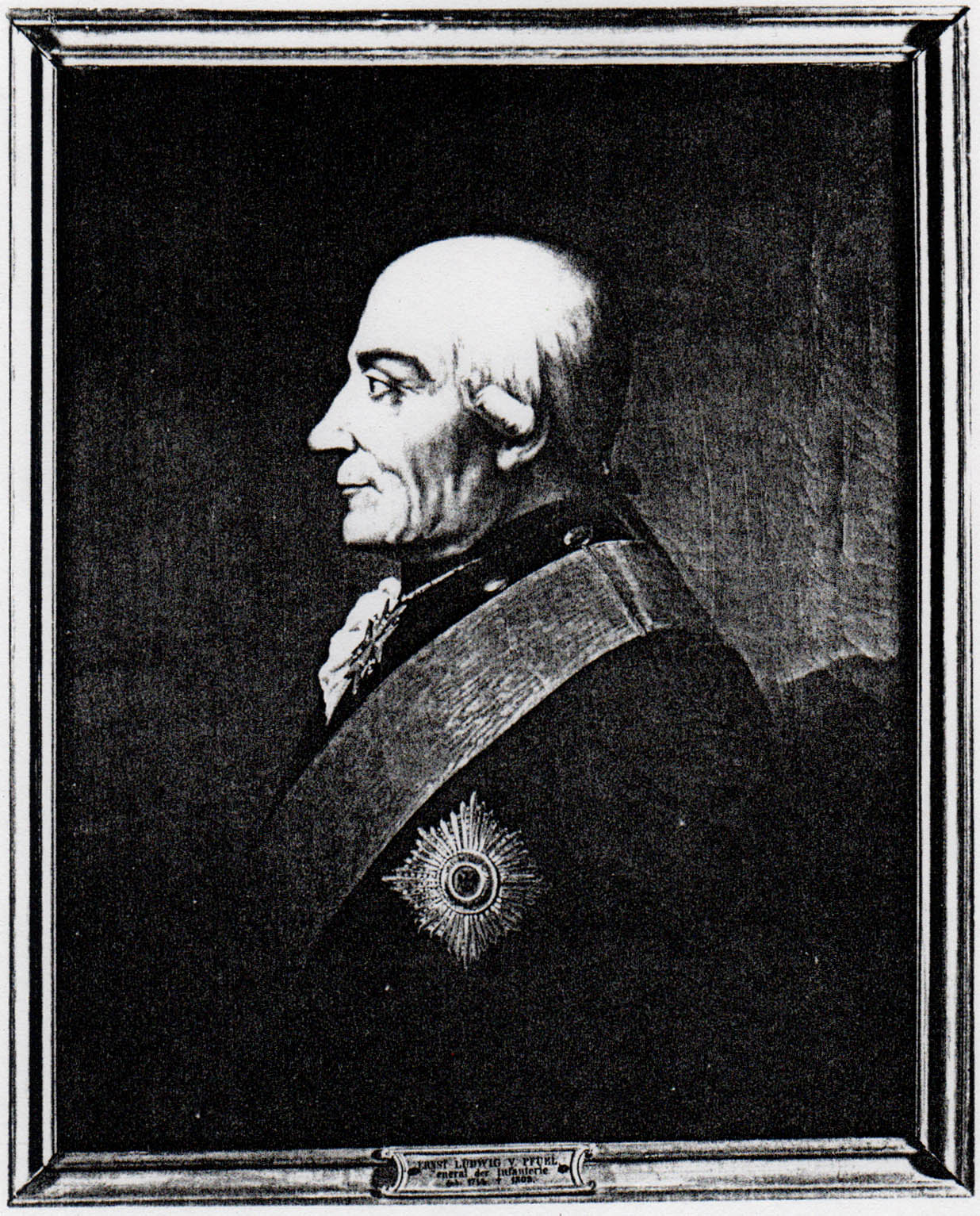
Ernst Ludwig von Pfuhl

Ernst Ludwig von Pfuhl (* 8. Dezember 1716 auf Gut Plagow, Neumark; † 5. Mai 1798 in Spandau) war ein preußischer General der Infanterie, Gouverneur der Zitadelle Spandau, Amtshauptmann von Potsdam, Generalinspekteur der brandenburgischen Infanterie sowie Gutsherr auf Lankwitz.

## Leben

### Herkunft
Pfuhl stammte aus dem alten in Jahnsfelde in der Märkischen Schweiz ansässigen Adelsgeschlecht von Pfuel. Er war ein Sohn des preußischen Kapitäns Friedrich Wilhelm von Pfuhl (1690–1756) und dessen Ehefrau Dorothee Hedwig, geborene Scultetus von Unfried. Der preußische Generalmajor Franz Wilhelm von Pfuel war sein Bruder. Die Eltern zogen bald nach seiner Geburt nach Pommern, und vertrauten einem Herrn von Weyher, der mit ihnen verwandt war, die Erziehung ihres Sohnes an.

### Militärkarriere
Pfuel besuchte ab Mai 1731 das Berliner Kadettenhaus und trat am 1. März 1737 als Freikorporal in Regiment des Fürsten Dietrich von Anhalt-Dessau in die Preußische Armee ein. In seinen jungen Jahren nahm Pfuel im Ersten Schlesischen an den Schlachten von Mollwitz und Chotusitz sowie an den Belagerungen von Brieg und Neisse teil. Zwischenzeitlich Ende Juli 1741 zum Sekondeleutnant avanciert, wirkte Pfuhl 1744/45 im Zweiten Schlesischer Krieg in der Schlacht bei Kesselsdorf und der Belagerung von Prag. Im Januar 1746 stieg er zum Premierleutnant auf. Im Siebenjährigen Krieg wurde er 1756/63 mehrfach verwundet, zeichnete er sich durch Tapferkeit aus und erhielt Mitte Dezember 1757 als Kapitän eine eigene Kompanie. 1760, als Pfuel unter schwierigen Umständen ein von ihm kommandiertes Bataillon, welches zwischen Töpliwoda und Neisse von einer überlegenen Truppe während des Marsches angegriffen wurde, erfolgreich zur Festung zurückgeführt hatte, beförderte König Friedrich II. ihn zum Major und verlieh ihm am 26. Juli 1762 den Orden Pour le Mérite.
Der König zog Pfuhl nun häufig in seine Gesellschaft, besonders nachdem dieser sich im Bayerischen Erbfolgekrieg an der Spitze einer Brigade der Armee des Prinzen Heinrich beim Rückzug aus Böhmen durch ein erfolgreiches Nachhutgefecht von neuem bewährt hatte. Am 17. Juni 1779 wurde er zum Generalmajor befördert.
Nach Friedensschluss wurde Pfuhl Chef des in Berlin stationierten Füsilier-Regiments „von Lettow“, 1784 Gouverneur von Spandau und bald darauf Inspekteur der märkischen Infanterie. Seit dem 31. März 1783 war er Amtshauptmann von Potsdam. „Jetzt stände er unter Pfuhl’s Jurisdiction“, äußerte Friedrich, „denn er selbst sei nur Einwohner von Potsdam“.
Pfuhl wurde ein enger Vertrauter des Königs und im März 1786 mit einer Zulage von 2000 Talern zum Generalleutnant befördert. Friedrich II. ließ ihn während seiner letzten Krankheit oft nach Potsdam kommen, und unterredete sich wie ein Freund mit ihm. Friedrich II. schreibt 1786 in einem Brief an Pfuhl:
„Mein lieber Obrister von Pfuhl. Glaubt nicht, daß, weil ich weit von euch entfernt bin, ich nicht an euch denke. Da man mir geschrieben, daß in dem Stifte Münster-Eyffel eine Stelle vacant sei, so gebe ich euch dieselbe, um euch zu zeigen, daß ich bin euer wohl affectionirter König Friedrich.“
Am 28. Mai 1786 übersandte Friedrich II. „meinem lieben und ehrlichen Pfuhl“ den Schwarzen Adlerorden und ließ diesen noch häufig nach Potsdam kommen. Am 7. Januar 1794 zum General der Infanterie befördert, gab er Ende des Jahres sein Regiment ab, blieb aber Gouverneur von Spandau. Pfuhl starb am 5. März 1798 und wurde drei Tage später auf dem Gut Lankwitz bei Berlin beigesetzt.

### Familie
Er hatte 1764 in Minden Anna Katharina Margarethe von Pott (1739–1803) geheiratet. Das Paar hatte folgende Kinder:
- Karl August Wilhelm
- August Christoph Adolf (* 1768), Kämmerer u. Oberförster bei Trier
- Christoph Ludwig (1770–1813), preußischer Major und Kommandeur des Füsilierbataillons im 1. Westpreußischen Infanterie-Regiment (Nr. 7), der bei Groß-Görschen verwundet und später seinen Verletzungen erlag
- Leopoldine Christiane Henriette ⚭ 1794 Friedrich Wilhelm August von Glaubitz auf Kostlitz